# Ricardo Monreal
Ricardo Saúl Monreal Morales (ur. 10 lutego 2001 w Zacatecas) – meksykański piłkarz występujący na pozycji napastnika, reprezentant Meksyku, od 2022 roku zawodnik Necaxy.